# Уилям Джеймс
Уилям Джеймс (на английски: William James) е американски психолог и философ, родоначалник на прагматизма заедно с Чарлс Пърс.

## Биография
Роден е на 11 януари 1842 година в Ню Йорк, САЩ. Произхожда от заможно семейство, някои от представителите на което се занимават с изкуство или философия. Баща му, Хенри Джеймс-старши, е привърженик на теософията на Сведенборг. Брат на Уилям е романистът Хенри Джеймс.
Уилям Джеймс отначало иска да следва изкуство, но в крайна сметка завършва медицина. Дълги години пише „Принципи на психологията“ (в 2 тома), която е издадена през 1890 г. През 1897 г. излиза сборникът му с есета „Воля за вяра“, в който Джеймс подчертава нуждата да се вярва в определени факти, преди те да бъдат доказани. През 1898 г. той изнася лекция, в която официално провъзгласява новото философско учение прагматизъм и обявява Чарлс Пърс за негов „баща“. Следват книгите „Многообразието на религиозния опит“ (1902), „Прагматизмът“ (1907), „Значението на истината“ (1909) и др.
Умира на 26 август 1910 година в Чокоруа, САЩ, на 68-годишна възраст.

## Психология
В своята психология Джеймс е функционалист – той поддържа възгледа, че съзнанието се формира във връзка с приспособяването на индивида към средата. Според Джеймс „душата“ и „съзнанието“ не са някаква абсолютна същност, така както са виждани от християнството, а имат функционално значение. Друга важна особеност на Джеймсовата психология е неговото разграничаване на възприятие от усещане. Той смята, че всяко усещане бива преработено от съзнанието ни и чак тогава добива вида, в който ние го осъзнаваме. Съзнанието ни обаче е ограничено и по тази причина ние не можем да възприемаме всичко, което е около нас, а само това, което ни интересува.
Творчеството на Джеймс има три основни психологически теории:
1. Теория за потока на съзнанието.
2. Учение за самосъзнанието и Аз-образа.
3. Теория за емоциите и чувствата (Теория на Джеймс-Ланге).

Той създава и една феноменология, едно описание на съзнанието в будистки дух. Рисува го като река, като поток от мисли, желания, преживявания, фантазии. Потокът на съзнанието тече в една посока и това, което е протекло, не може да се върне. Съзнанието е транзитивно – тече. Съзнанието е селективно – в даден момент има един център, после има ореол – около центъра кръжат неща, има периферия, граници и задгранични територии от безсъзнателна психика. Съзнанието е субективно – не може да се даде на друг и е рефлексивно, познава себе си. Джеймс описва съзнанието като транзитивно, селективно, субективно и рефлексивно. Той полага основите на учението за Аз-образа, разкрива способността на съзнанието само да познава себе си, показва, че Аз-образът има множествена природа, съзнанието работи с много Аз-ове. Всъщност Джеймс говори за Аз-физическо, Аз-духовно, Аз-социално и Аз-идентично.
Реалният Аз-образ е това, което мислим и казваме, че сме. Може да не съвпадне с това, което сме в действителност. Идеалният Аз-образ е това, което искаме да сме. Огледалният Аз-образ също е наш, но е построен от това, което казват другите за нас. Всеки човек има чувствителност към някой от своите Аз-образи.
Джеймс интерпретира емоциите и чувствата в духа на схемата: действието предхожда психичното – тъжно ми е, защото плача; страх ме е, защото бягам. Действието може да засилва емоциите и чувствата. Те са психични реакции, състояния, с които организмът реагира не на самите обекти, а на значенията на обектите за човека.
Действието може да провокира емоции и чувства, но причината е значението на обектите за нас. Тази теория се нарича теория на Джеймс и Ланге.
В началото на 20 век функционализмът се претопява, разтваря се в бихевиоризма.

## Основни философски идеи
Джеймс прави анализи в гносеологията, антропологията, етиката, философията на религията и най-вече – в психологията. Неговата позиция може да се характеризира така:
- индивидуализъм – личността е центърът на света;
- номинализъм – природните закони са повече названия, отколкото реални „неща“;
- психологизъм – законите на логиката се подчиняват на психологическите такива; познанието има главно психологически характеристики;
- теизъм – Бог съществува като наша подкрепа, като Този, на Когото можем да разчитаме;
- плурализъм – няма една истина, има много истини и те зависят от гледната точка; окончателно знание за света не може да има;
- мелиоризъм – Вселената се развива към по-добро и хората имат главна заслуга в това отношение.

### Истинност и полезност
Според Джеймс истинността е свързана с полезността. Той заявява, че „истинно е това, в което е добре да се вярва“. Тези негови думи обаче често биват изопачавани, защото Джеймс няма предвид, че ние имаме право да вярваме във всичко, което е полезно, а само че всяка истина е полезна по някакъв начин. Нашето знание трябва да бъде адекватно на действителността – ако ние вярваме в нещо, което бива опровергано от опита, то нашето вярване следва да бъде коригирано или изоставено. Безспорно е обаче, че Джеймс сближава истината и доброто, разглеждайки ги като координирани категории. Неговата идея е да покаже, че нашето знание има стойност във връзка с осмислянето на света.

### Волята за вяра
В едноименното есе Джеймс аргументира тезата си, че в определени ситуации, когато трябва да избираме между две алтернативни теории, които са обосновани в еднаква степен, ние имаме право да изберем едната от тях на не-интелектуална (емоционална, светогледна) основа. Джеймс отива по-нататък и заявява, че вярата може да създава факти, давайки пример с човешките взаимоотношения – когато ние вярваме в приятелските чувства на един човек, можем наистина да ги породим у него. остава неясно до каква степен тезата му може да бъде приложена в науката – имаме ли право сами да вярваме в научни теории, които не се смятат за достатъчно добре доказани? По-късно, поради силната критика срещу тезата за воля за вяра, Джеймс въвежда израза право „на вяра“, за да покаже, че неговият обект на анализ е не самото състояние на вярване, а легитимността му.

### Идеи във философията на религията
Най-сериозният труд на Джеймс в тази област е „Многообразието на религиозния опит“. Сама по себе си книгата представлява сборник от Джеймсовите Гифърдски лекции в областта на естествената теология. Изследвайки различни случаи на религиозен опит, като мистични преживявания, сбъдване на молитви, „духовно прераждане“, Джеймс стига до заключението, че религиозният опит е нещо напълно действително и че той е неотделим от човешкото съществуване. Религиозната вяра действа положително върху човека. Тя не само го утешава, но и го води напред в житейското му поведение, давайки му необходимите ценности и идеали. Тази позиция е силно критикувана от страна и на атеистите, и на вярващите. В първия случай Джеймс изглежда като „поддръжник на вярата“ заради самата вяра, без обективни доказателства в нейна полза, а във втория – че той откъсва вярата от нейния обект и превръща религията в произволна и ирационална дейност. Това е проблем, който така и не намира окончателното си решение. Вероятно Джеймс, също както в епистемологията си, е убеден, че за да има вяра, тя трябва да има и външен, обективен фундамент. Религиозният опит може да послужи като добро доказателство в нейна полза. По-късно обаче Емил Дюркем в своите лекции върху прагматизма пише, че всеки опит е самодостатъчен и че той не доказва, че Бог съществува. Джеймс предлага свое разбиране за Бог, което се отдалечава от християнското – Бог не е абсолютно съвършен, Той е само наш сътрудник в борбата против злото и също така е гарант за вечното съществуване на моралния ред в света. Джеймс допуска наличието на множество богове, но това е теза, която той не изяснява много добре.

### Плурализмът
В „Плуралистичната вселена“ Джеймс предлага своя онтологически плурализъм. Според него, многообразието е основната характеристика на вселената. В нея има множество индивидуални битиета. Плурализмът, повлиян от идеите на Шарл Ренувиер, е основа на концепцията за свободата и автономността на човешката воля. Джеймс се противопоставя на абсолютния идеализъм, представен от философи като Томас Грийн, Франсис Брадли и др.

### Радикалният емпиризъм
Джеймс нарича онтологията си радикален емпиризъм. Към него спадат следните основни идеи:
- Всяка наша теория трябва да бъде емпирично обоснована. Не съществува нищо, което да е извън опита.
- Светът в самото си начало е чист опит. Това означава, че ние нямаме формирани представи за нищо. Постепенно, с възприятието, ние си създаваме един образ на нещата в света. Чистият опит е изобилие, многообразие, потенциалност, от която възникват и се актуализират нещата.
- Субектът и обектът на познанието в същността си са едно цяло, те са напълно идентични.

Радикалният емпиризъм на Джеймс е свързан с неговия плурализъм. Множествеността на света е гарантирана от наличието на чистия опит като негово онтологическо начало. Грубо казано, това, че всеки от нас има свой собствен свят, се дължи на факта, че ние можем да си изградим свой образ на света, извеждайки го от чистата потенциалност. Тази концепция е близка до феноменологията на Едмунд Хусерл.

## Изследвания на психиката
Изследванията на психиката (на английски: Psychical research) са експерименти в областта на паранормалното, осъществени от Британското общество за изследване на психиката и Американското общество за изследване на психиката. Уилям Джеймс е убеден в съществуването на мистичен опит, който показва непонятна за науката връзка между съзнанията. Обяснението, което той дава, е следното: „мистичният опит възниква тогава, когато прагът на съзнанието пада и в него започват да нахлуват разнообразни усещания, непознати до този момент“.
До края на живота си Джеймс се опитва да аргументира тезата, че телепатията, предсказването на бъдещето и други явления са действителни, но въпреки това той е внимателен в своите проучвания и винаги поставя на първо място фактите.